# Motion de censure en Espagne
En droit constitutionnel espagnol, la motion de censure est une procédure parlementaire qui permet au Congrès des députés de retirer sa confiance au président du gouvernement et de le forcer à démissionner, ce qui implique la destitution du gouvernement dans son intégralité. La même procédure est à la disposition des parlements régionaux en ce qui concerne le président du gouvernement régional respectif.
La motion de censure contre le Président du gouvernement est régie par l’article 113 de la Constitution. À ce jour, six motions de censure ont été déposées au Congrès des députés contre les présidents Suárez (1980), González (1987), Rajoy (2017 et 2018) et Sánchez (2020 et 2023). Une seule d’entre elles a été acceptée : la deuxième motion de censure contre Rajoy a été approuvée le 1er juin 2018 et le candidat Pedro Sánchez, a été investi président du gouvernement.
La motion de censure contre les présidents régionaux est établie dans les statuts respectifs de chaque communautés autonomes. Au total, 31 motions de censure ont été déposées dans les parlements régionaux ou dans les villes autonomes, dont neuf ont été approuvées.

## Procédure
Le mécanisme de la motion de censure est régi par l’article 113 de la Constitution espagnole ainsi que par le règlement intérieur du Congrès des députés.
« 
- 1. Le Congrès des députés peut demander des comptes politiques au Gouvernement en adoptant une motion de censure à la majorité absolue.
- 2. La motion de censure doit être proposée par au moins un dixième des députés, et doit inclure un candidat à la présidence du gouvernement.
- 3. La motion de censure ne peut être votée qu’après l’expiration de cinq jours à compter de son dépôt. Des motions subsidiaires peuvent être déposées dans les deux premiers jours de cette période.
- 4. Si la motion de censure n’est pas approuvée par le Congrès, ses signataires ne peuvent en présenter une autre au cours de la même session. »

— Article 113 de la Constitution
La motion de censure doit être proposée par au moins un dixième des membres du Congrès des députés (actuellement 35) et doit inclure un candidat à la présidence du gouvernement.
Après la présentation de la motion de censure, le Bureau du Congrès doit se réunir pour qualifier la motion.Une fois qualifié, un délai de deux jours est ouvert pour présenter des motions alternatives, qui doivent répondre aux mêmes exigences (être signées par au moins 35 députés et inclure un candidat à la présidence du gouvernement). Le débat sur la motion, ou les motions de censure, selon le cas, ne peut commencer qu’après l’expiration de ce délai.
Lors du vote sur la motion de censure, qui ne peut en aucun cas avoir lieu avant que cinq jours se soient écoulés depuis sa présentation, il est nécessaire d’obtenir la majorité absolue des voix affirmatives au Congrès des députés (actuellement 176) pour réussir. Si la motion de censure est approuvée, le gouvernement doit présenter sa démission au roi dans les 24 heures suivant son adoption. Lorsque la motion de censure est approuvée, la confiance est considérée comme accordée au candidat proposé et le Roi doit le nommer Président du Gouvernement. Dans le cas où la motion de censure n’est pas adoptée, les auteurs ne peuvent présenter une autre motion au cours de la même session.
En Espagne, la motion de censure est  dite constructive, c'est-à-dire que le groupe parlementaire qui a déposé la motion de censure à  proposé un nouveau président du gouvernement.
Tant que la motion de censure n'est pas voté, le Président du Gouvernement ne peut pas dissoudre le Congrès des députés et convoquer des élections. Afin d’éviter que le président ne se dérobe à ses responsabilités parlementaires en convoquant les urnes. Il peut éviter la motion de censure en présentant sa démission avant la procédure. Dans ce cas, le Président du Gouvernement peut rester en fonction, sans aucune possibilité d’être censuré, mais le Congrès est habilité à nommer un successeur à tout moment à la majorité simple.